# Suzerain
Suzerain este un joc video narativ de simulare a guvernării, dezvoltat de Torpor Games și publicat de Fellow Traveller. Lansat inițial pe 4 decembrie 2020 pentru Windows și macOS, jocul a devenit ulterior disponibil pentru Nintendo Switch (23 septembrie 2021) și dispozitive mobile cu Android și iOS (8 decembrie 2022).

## Rezumat
Jucătorul își asumă rolul lui Anton Rayne, președintele recent ales al republicii fictive Sordland. Țara, aflată într-o situație fragilă, trece printr-o tranziție dificilă după un război civil și două decenii de autoritarism sub fostul președinte Tarquin Soll. În timpul mandatului său, Rayne trebuie să abordeze o criză economică severă, probleme structurale majore și tensiuni geopolitice, având posibilitatea de a câștiga un al doilea mandat sau de a eșua. Lumea fictivă a Sordlandului include superputeri precum Republica Arcasia și Republica Federală Socialistă United Contana, precum și puteri regionale precum Regatul Rumburg, Republica Lespia și Republica Democratică Valgsland. Deciziile politice și economice luate de jucător vor influența viitorul țării și poziția sa pe scena internațională.

## Gameplay-ul

Captură de ecran în joc

Jucătorul ghidează țara printr-o criză economică și poate alege să rezolve criza fie continuând politica naționalistă economică⁠(d) autarhică a lui Soll, urmărind o economie planificată socialistă care naționalizează secțiuni mari din industria sordistă, o economie mixtă sau continuând încercarea fostului președinte Alphonso de tranziție către capitalism laissez-faire . În plus, protestele în masă și cererile de schimbare mătură țara. Acest lucru poate fi rezolvat prin reformarea constituției țării, fie pentru a limita, fie pentru a crește puterile președintelui, fie pentru a opri toate reformele și a declara starea de urgență susținută de statul profund sollist, „The Old Guard”.
Alte interacțiuni includ reformarea și investiția în educația națională, asistența medicală și alte servicii de asistență socială, eliminarea corupției politice și a ineficienței din instituțiile de guvernare și forțele de ordine din Sordland și pregătirea armatei pentru un posibil conflict cu Rumburg, un imperiu monarhic expansionist și militarist și al lui Sordland. nemesis de multă vreme. Ca o consecință a deciziilor jucătorului, țara poate obține o redresare economică remarcabilă, poate deveni o democrație cu drepturi depline sau poate obține o victorie militară asupra lui Rumburg. Alternativ, țara poate suferi proteste la nivel național, depresie economică, o lovitură de stat militară, cucerire de către o putere străină majoră sau un război mondial. Jucătorul trebuie să se ocupe, de asemenea, de facțiunile interne din cadrul Partidului United Sordland, care afectează capacitatea jucătorului de a modifica Constituția, de a adopta legi, de a adopta politici sau poate duce chiar la demiterea jucătorului.

## Actualizări și conținut descărcabil (DLC)
O actualizare majoră, intitulată „Amendament”, a fost lansată la 31 iulie 2023. A adăugat conținut și tradiție sub forma unui număr de scene, mai multe proiecte de lege și câteva sute de evenimente de știri. Actualizarea a fost însoțită de informații despre un viitor DLC pentru țara din joc Rizia. „Kingdom of Rizia” a fost lansat ca primul conținut descărcabil ' lui Suzerain pe 25 martie 2024.

## Recepție critică
Suzerain a fost distins cu Deutscher Computerspielpreis Bestes Expertenspiel (Cel mai bun joc de experți), precum și cu premiul Games for Change People's Choice 2021 și a fost recunoscut drept cel mai inovator candidat. Unfold Games Awards a acordat jocului și o mențiune de onoare.
Suzerain a primit recenzii „în general favorabile”, potrivit agregatorului de recenzii Metacritic. Rock Paper Shotgun a remarcat că lumea jocului este impresionant de detaliată și, în general, a fost numit un joc superb. PC Gamer l-a remarcat ca fiind un joc fascinant și unic. Vice.com a spus că jocul are „o perspectivă istorică ascuțită și comentarii asupra politicii de astăzi”. Oyungezer a dat jocului o recenzie pozitivă și a lăudat construcția lumii, designul personajelor și rejucabilitatea ridicată. Ei au crezut că tutorialul și interfața cu utilizatorul ar putea fi mai bune și au numit muzica repetitivă. The Escapist a spus că jocul „[...] face o experiență interesantă și emoționantă”. În 2024, PCGamesN a enumerat Suzerain drept unul dintre cele mai bune jocuri politice de pe computer.